# Artesanía del hierro

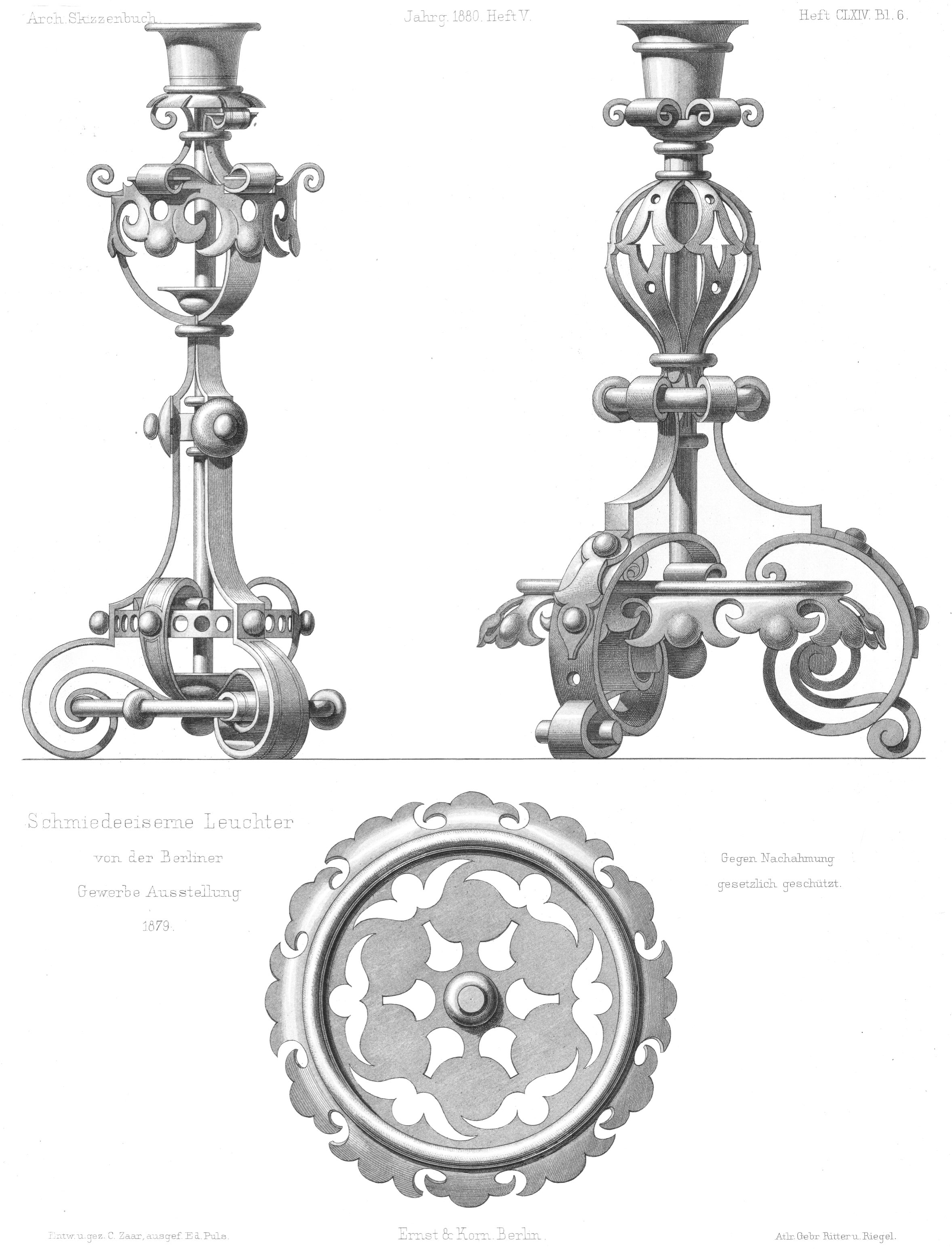
Objetos de hierro

La artesanía del hierro proviene de periodos históricos antiquísimos, realizaciones tales como el trabajo más o menos artístico del metal del hierro puede venir de testimonios arqueológicos. La civilización egipcia conoció el hierro en sus primeros tiempos antes de las famosas dinastías, como lo prueban las cuentas de collar halladas en algún sepulcro de tal época en un sitio próximo a El Cairo[cita requerida], e hizo de este material un uso más útil desde el principio de sus tiempos históricos, según lo manifiestan los fragmentos del mismo hallados en el macizo de la pirámide de Keops y en otras posteriores. Los antiguos sepulcros de las ciudades mesopotámicas de Uruk y Ur, datados de al menos del siglo XVI a. C., han conservado diferentes y pequeños objetos de hierro junto con varias herramientas, llegando a pesar el conjunto unas 160 toneladas, hallazgo que se repitió aunque en menor escala en Nimrud y en otras localidades asirias. 
De Asia llegó a Europa el conocimiento del hierro con anterioridad a los tiempos legendarios de Grecia, pues se ha descubierto en ruinas de Creta y de Micenas que se remontan a trece siglos antes de la Era cristiana y su divulgación y empleo se debió a la rapidez del progreso material del hombre en aquella época. 
El conocimiento del metal en cuestión y de su industria debió llegar a España con los fenicios pero su divulgación se atribuye a los celtas en el siglo VI a. C., como lo prueban los hallazgos de armas de estilo celta. Por lo mismo, la llamada Edad del bronce en Europa no ha de suponerse como una época de absoluto desconocimiento del hierro, sino como un periodo de más o menos duración, según las zonas, en el cual se hallaba poco extendido el uso de dicho metal, ya por ser de más difícil extracción que el cobre, ya porque se altera con más facilidad que el bronce por la acción de la atmósfera y de la tierra húmeda, a lo cual se debe la desaparición de muchas herramientas que, sin duda, nos legaron las edades prehistóricas. 
De la combinación del hierro con una pequeña cantidad de carbono y mediante el conveniente temple se deriva el acero conocido en fecha remota, pues se han hallado de él fragmentos de cadenillas en sepulturas egipcias que se atribuyen al siglo XVI a. C. y consta por las historias antiguas la fama que tenían los celtíberos en templar bien los aceros sobre todo con las aguas de Bílbilis (actual Calatayud). La fundición de hierro propiamente dicha o reducción del hierro al estado líquido no fue conocida hasta los comienzos del siglo XIX debido a la invención del método de altos hornos, que datan del mismo tiempo, aunque ya en la Edad Antigua se obtuviera hierro semifundido.

## Historia
La evolución histórica de la industria del hierro desde el punto de vista artístico puede reducirse a tres épocas muy desiguales, caracterizadas por el espíritu o la idea que predomina en sus obras:
1. Época de labor utilitaria, en la cual tiene escaso interés el sabor artístico y se busca principalmente la utilidad de las herramientas. Se trata de un largo periodo que se extiende hasta el siglo XIV. El hierro se elabora con el procedimiento rudimentario del horno y los fuelles de corriente discontinua.
2. Época de labores decorativas, en la que sobre lo útil prevalece lo artístico o decorativo, alcanzando hasta la Edad Contemporánea. En esta época prevalece la forja de corriente continua que aviva la combustión extraordinariamente.
3. Época de obra industrial, que es la presente, en la cual el arte se convierte en una industria por efecto de la grande y potente maquinaria que suple la mano del artista. En este periodo imperan los altos hornos perfeccionados de corriente más intensa.

Cada una de las referidas épocas, por lo menos las dos primeras, pueden subdividirse en periodos con sus estilos diferentes.

### Protohistoria

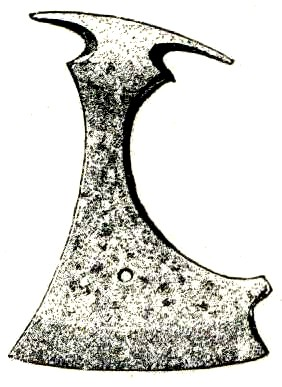
Hacha sueca de la Edad de hierro

Las obras de hierro más importantes elaboradas en las épocas o edades que llevan su nombre y forman la protohistoria europea se concretan en diferentes armas de mano, principalmente espadas y dagas de variadas formas, y en diferentes clases de bocados o frenos de caballo. Las espadas revelan en su forma tres distintas influencias de otras tantas civilizaciones, a saber:
- Las célticas de Hallstatt. Se llaman de antenas porque su pomo remata en dos apéndices que terminan en esferillas o espirales, siendo la espada corta (de unos 40 centímetros) ancha y con estrías o nervaduras a lo largo.
- La Tene. Se trata de espadas más prolongadas sin nervaturas y con un espigón en vez de pomo, el cual debió ser de madera. Corresponden al siglo IV a. C. y siguiente.
- La oriental o griega. Se llaman falcatas porque ofrecen el corte encorvado (de hoz) y su empuñadura, que suelen llevar artísticas incrustaciones y relieves, tiene forma especial para asirla con firmeza. Las de este grupo cundieron por el sur de España desde los comienzo del siglo IV a. C.
- A ellas hay que añadir las de tipo celtíbero propio de la península ibérica, que tienen el pomo globular o esferoidal. Son cortas y anchas a modo de largos puñales y llevan un nervio de refuerzo en la parte media de la hoja. Son muy notables las vainas de algunas espadas cortas o puñales terminadas en una contera ancha y muy singular adornada a menudo con incrustaciones geométricas de plata y cobre, hallándose dichos adornos también con frecuencia en el pomo de algunas otras espadas.

Los frenos de caballo y sus similares, aunque de variadas formas, se componen de barritas de hierro curvas o rectas, articuladas a modo de cadena corta y robusta. A dichos objetos se añaden, entre otros menos importantes, los cuchillos, las jabalinas o dardos arrojadizos, las flechas, lanzas, tijeras de una pieza encorvada y herraduras de caballo, parecidas estas últimas a las de la Edad Moderna aunque extraídas de sepulturas ibéricas del siglo V a. C., siendo así que hasta diez siglos más tarde no consta que fueran conocidas en los demás pueblos, según los historiadores.

### Estilo románico

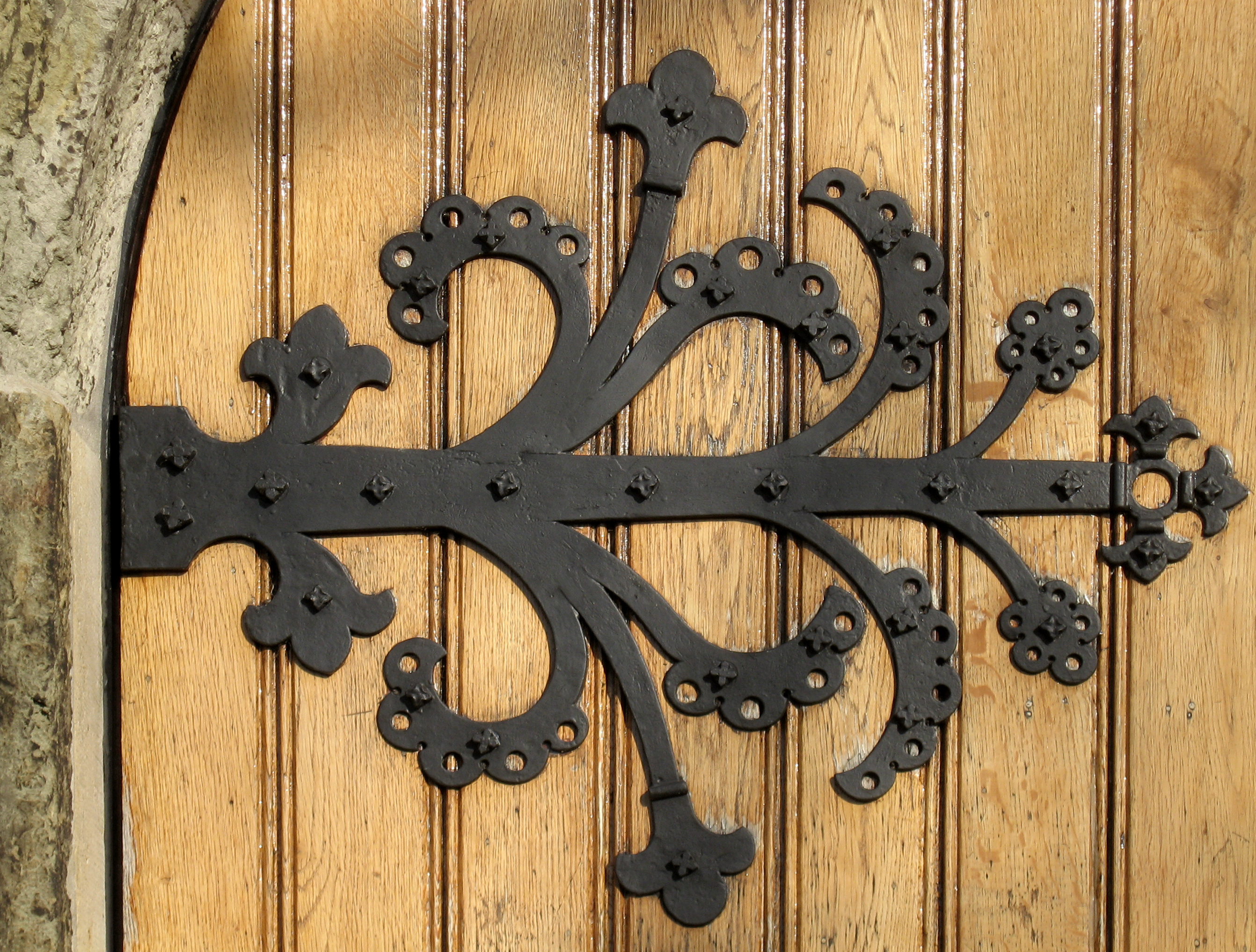
Herraje de puerta

Aparte de las armas y de los escasísimos objetos pertenecientes a la época visigoda, apenas si se encuentra alguno de los tiempos medievales que pudiera adjudicarse a los siglos anteriores al XI, en que empieza el estilo románico propiamente dicho, y aun son pocos los de este siglo y el siguiente. Durante ellas y por todo el siglo XIII hasta entrar en el XIV, campea en los hierros artísticos el estilo románico, el cual tiene por característica el uso repetido de la espiral como refuerzo y motivo de ornamentación y la sencillez en las formas de todos los objetos. Estos se reducen a las siguientes clases:
- las rejas y verjas para cerrar una capilla o una ventana o aislar un recinto cualquiera, las cuales se forman con barrotes de sección cuadrada unidos con varillas con forma de volutas o roleos más complicados o adornados en el siglo XIII;
- los herrajes para refuerzo de puertas y arcones, también con roleos como las rejas;
- los candeleros en forma de trípode con un vástago cilíndrico o prismático cuadrado y que remata en punta para clavar en él la vela o antorcha, al cual suele añadírsele en su parte inferior, desde fines del siglo XIII, un gran plato de hierro para recoger la cera;
- los braseros de forma rectangular, cuyos frentes se componen de barrotes horizontales y barritas perpendiculares adornadas con volutas, sostenido todo por un bastidor o montante que se apoya en pequeñas ruedas;
- otros objetos menores como llaves y cruces de sencilla factura.

### Estilo árabe
Coincidiendo con el estilo románico y su inmediato sucesor, el gótico, se desarrollaron el árabe y el mudéjar en objetos de hierro fabricados en distintas regiones de España, aunque sean escasos los restos que se conservan. Entre ellos, se conocen algunas bisagras, unos pocos herrajes o grapones, clavos de cabeza gruesa y diferentes llaves. En los hierros artísticos árabes predomina la forma de media luna, que en la época gótica se prolonga en sus extremos, tendiendo estos a reunirse como formando una lanza, y se decoran por lo general con labores geométricas incisas. Las cabezas de clavo para ornamento y refuerzo de puertas y arcones presentan la forma cónica o semiesférica y se adornan con labores lineales.

### Estilo gótico

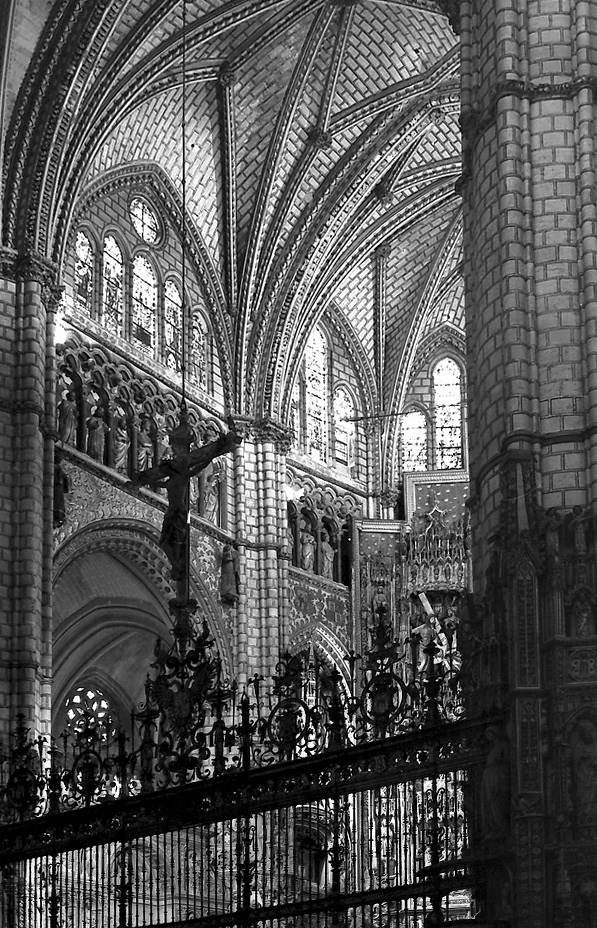
Reja de la capilla Mayor de la catedral de Toledo

Pertenecen a los siglos XIV, XV y principios del XVI los hierros artísticos de estilo gótico, el cual se distingue por sus labores angulosas a menudo caladas y repujadas y por su esbeltez y buen gusto imitando la escultura ornamental de la época. Los objetos más comunes e interesantes del estilo que todavía pueden admirarse en Museos e iglesias españoles son:

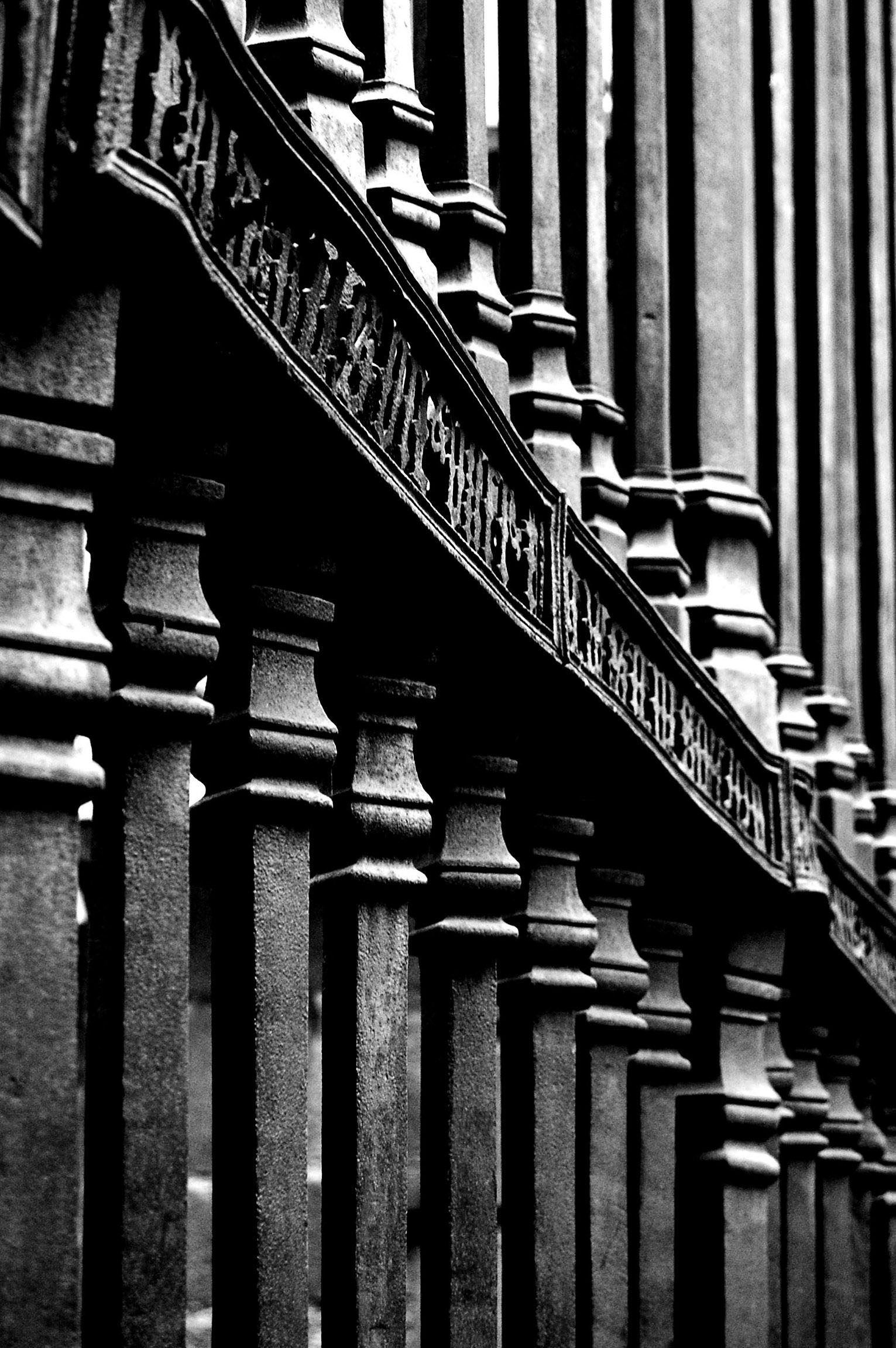
Reja en la catedral de Toledo

- rejas y verjas que desde finales del siglo XIV se constituyen por delgados barrotes de sección cuadrada y con frecuencia retorcidos, divididos horizontalmente en dos o más cuerpos mediante un friso o cenefa de labores góticas que los separa y coronados por macollas, pináculos y escudos
- los herrajes, con el mismo objeto que en la época románica pero con más adornos ramificados que a menudo presentan variantes de la flor de lis
- las cabezas de clavo que se derivan del arte árabe y que contribuyen al mismo fin de los herrajes, presentando la forma semiesférica, gallonada o punteada que luego se convierten en una flor abierta y que al final de la época se compone de piezas recortadas y sobrepuestsa con gran variedad y capricho
- los aldabones o aldabas que desde la época románica tienen la forma de argolla o gruesa anilla y en el gótico toma, a veces, el de animal fantástico y gira sobre una gran placa ornamentada
- las bisagras y las cerraduras que suelen ramificarse o extenderse en placas de ornamentación propia del estilo
- las cruces procesionales y de término con figuras sencillas
- los candelabros y candeleros que siguen las formas del estilo románico pero con mayor esbeltez y elevación, teniendo el árbol una forma poligonal o cuadrada y retorcida con nudos de trecho en trecho y con un plato superior adornado de crestería, sobre el cual descansa el cilindro hueco que ha de recibir la vela
- los hacheros de pared, ya fijos, ya giratorios, semejantes al cuerpo superior de los candelabros pero más robustos y aparatosos
- los hacheros múltiples a modo de banco rectangular y con los frentes calados
- las coronas de luz o arañas que se forman de grandes aros o de brazos radiantes y suspendidos con la ornamentación propia del estilo y con mecheros o candeleritos alrededor del aparato
- los braseros de forma redonda y montados sobre un trípode o un aro con varios pies que los elevan notablemente
- las arquetas, con herrajes calados y placas repujadas o caladas
- en fin, otros utensilios menores como atriles, taburetes, anchos estribos, llaves, etc.

Se celebran como buenos ejemplares de hierros artísticos de estilo gótico las rejas del coro y de algunas capillas en las catedrales de Barcelona, Pamplona, Teruel, Toledo y Sevilla, un púlpito en la de Ávila y otras muchas piezas.

### Edad Moderna

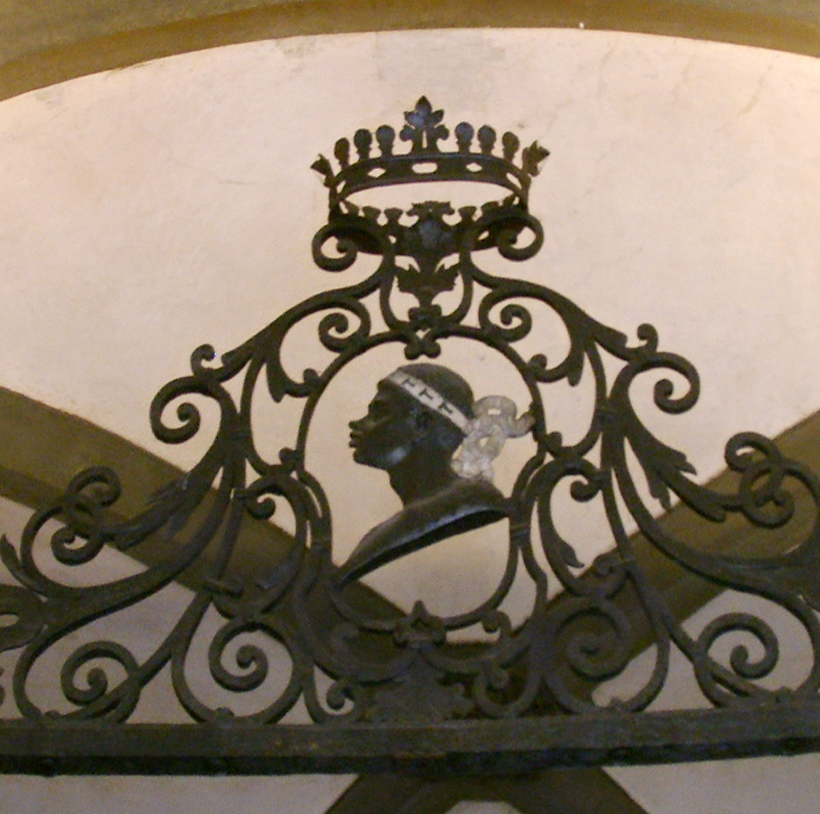
Verja del Palacio Puzzi

El apogeo a que llegaron los hierros artísticos en el siglo XV se completó ya entrado el XVI con el estilo plateresco. Las rejas, sobre todo, alcanzaron un esplendor tan singular en España que no se ha igualado a ellas ninguna obra de este tipo en otro país. Se constituyen dichas rejas de un modo semejante a las del periodo anterior, pero convirtiéndose en series de esbeltos balaustres los barrotes cilíndricos o cuadrados y adornándose los frisos con repujados al gusto del Renacimiento, al igual que el remate o crestería del conjunto. Suelen decorarse y preservarse de la herrumbre estos y otros artefactos de hierro (como también se hizo a menudo en el periodo gótico) por medio del dorado, plateado, pavonado (color negro azulado) y la pintura de buen gusto.
Los demás objetos de hierro antes enumerados siguieron casi con la misma forma general en el estilo plateresco, pero cambiando la ornamentación como se supone. Los grandes candelabros tomaron luego la forma de columna elevada sobre su pedestalito o su trípode y se adornaron con relieves platerescos o con labores más destacadas. Las cruces con imágenes se hicieron muy perfectas, como obras de esculturas. 
Entre las rejas típicas y monumentales del mencionado estilo se cuentan: 
- la que cierra la capilla de los Reyes Católicos en Granada (gótico-plateresca)
- la del condestable en la catedral de Burgos
- las del coro y presbiterio de las catedrales de Toledo, Sevilla y Zaragoza.

Y entre los demás hierros artísticos de la misma época y estilo están:
- el candelabro de la catedral de Toledo y el de la de León
- otro que sirve de tenebrario en la catedral de Burgos
- un púlpito en la catedral de Ávila
- varias piezas de armadura y escudos en Madrid
- muchos otros muebles y utensilios.

En el último tercio del siglo XVI, la ferrería se resiente con la solidez del estilo herreriano de arquitectura. Y en los dos siglos siguientes se decoraron muchos utensilios con labores ampulosas de florones poco naturales, formados por planchas recortadas y encorvadas; asimismo se adornaron arquetas y otros muebles con planchas caladas y de escaso gusto, olvidándose casi por completo el repujado de los dos siglos precedentes. Con estilo algo severo se labraron las monumentales rejas del coro y capilla mayor de la catedral de Sigüenza y otras en la de Burgos durante el siglo XVII y en el XVIII la del coro de la catedral de Segovia y de la capilla de los Reyes en la de Sevilla.

## Referencias

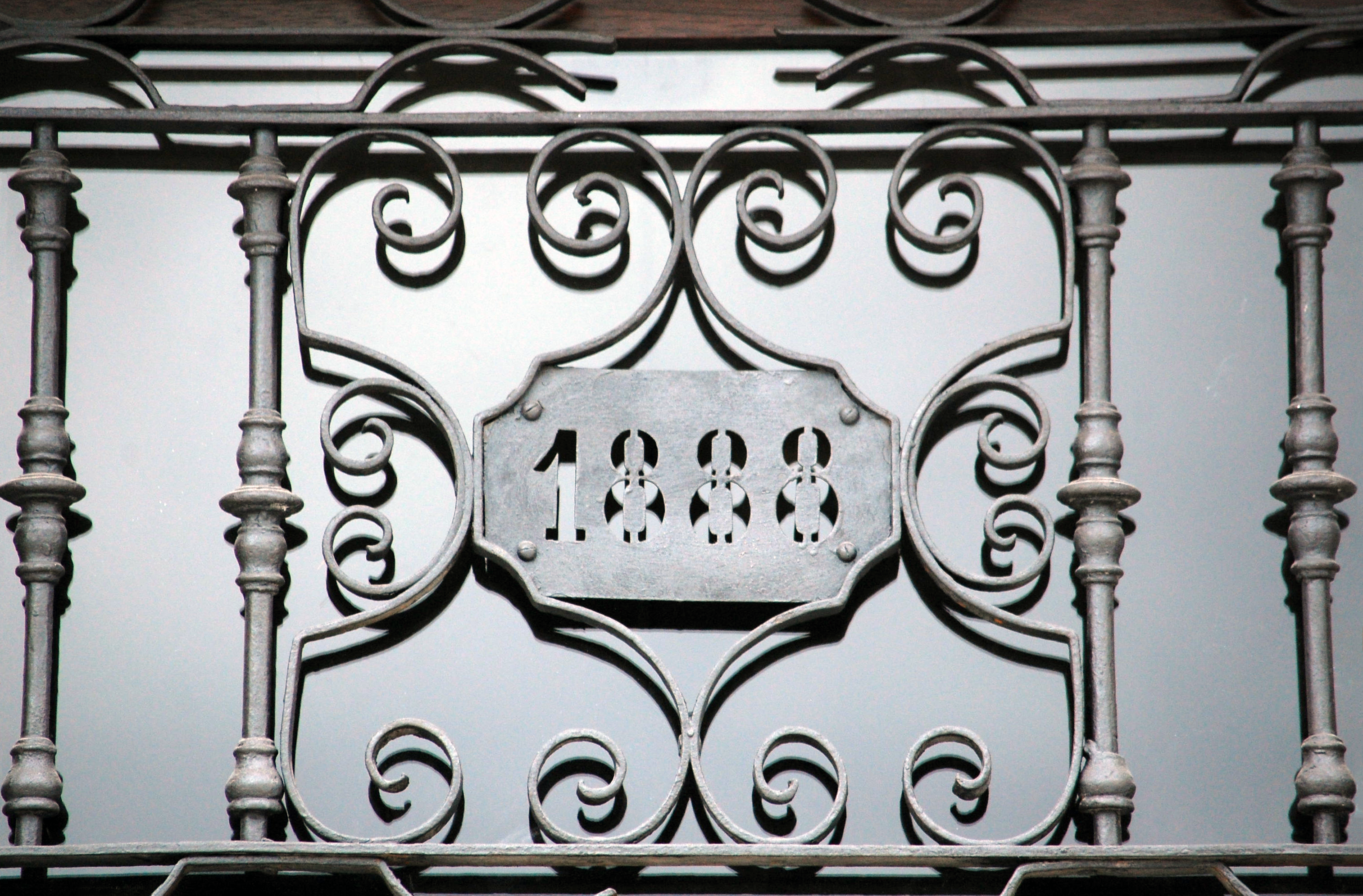
Decoración de una puerta, indicando la fecha del edificio.